# ミニ・ネプチューン

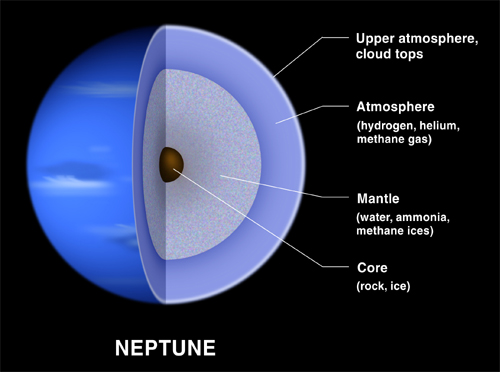
海王星の内部構造

ミニ・ネプチューン（英: Mini-Neptune）、あるいはサブ・ネプチューン（英: Sub-Neptune）は、10地球質量程度（スーパーアース）から海王星質量程度以下の質量を持つ惑星の分類である。このタイプの惑星は水素とヘリウムからなる厚い外層（エンベロープ）を持ち、氷や岩石による厚い層を持つか、あるいは深い海を持っていると考えられている。エンベロープよりも下層の成分は、水、アンモニアやその混合物、その他の重い揮発性物質と予想される。エンベロープがない場合は、海洋惑星に分類される。
ミニ・ネプチューンに関する理論的な研究は、おおむね天王星や海王星の知識にもとづいている。岩石惑星かガス惑星かを分けるサイズ境界は、1.6-2.0地球半径にあると推定されている。大きな半径を持ち質量が測定されている惑星は大部分が低密度であり、その半径と質量を説明するためには分厚い大気が存在している必要がある。観測的には、半径がおよそ1.6地球半径よりも大きな惑星(質量ではおよそ6地球質量よりも重いもの)は大量の揮発性物質か、水素とヘリウムからなる外層を持っていると考えられる。
ケプラー宇宙望遠鏡の観測データの分析では、短周期のサブネプチューン（半径が1-4地球半径かつ公転周期が100日以下のもの）のサイズ分布は二峰性分布となっており、およそ1.3地球半径と2.5地球半径にピークがあり、その中間の1.5-2.0地球半径は比較的頻度が少ない半径の谷間が存在することが分かっている。谷間に区切られた2つのグループのうち大きい方は岩石質のコアを水素・ヘリウムのエンベロープが取り囲んだ天王星型惑星類似の惑星であり、小さい方はエンベロープを持たない岩石・金属質の地球型惑星だと考えられている。この考えによればミニ・ネプチューンは2種類の異なる惑星の種類が混合したグループということになる。エンベロープの有無は惑星のサイズに大きな影響力を持ち、例えば1.2地球半径の岩石惑星に対して惑星全体の質量の1%のエンベロープを付与しただけで半径は2.0地球半径にまで拡大すると予測されている。
太陽系に置いて海王星型惑星には生命は存在しないと考えられているが、太陽系外惑星においては主星の大きさや距離の条件を満たせば、地球の海中に近い条件の海を持つ可能性が指摘されている。そうした生命が存在する可能性を持つミニ・ネプチューンには、ハイセアン惑星という呼称が提唱されている。